# TVP Kultura
TVP Kultura — польский телевизионный канал телерадиокомпании «Польское телевидение», вещающий с 24 апреля 2005. Первый в истории польского телевидения тематический телеканал и единственный на данный момент телеканал, посвящённый культуре. С июля 2013 года входит в третий мультиплекс наземного цифрового телевидения Польши.

## Сетка телевещания
В сеть телевещания данного телеканала входят:
- архивные передачи;
- премьеры художественных и документальных фильмов;
- концерты и оперы;
- театральные поставления;
- зарубежные телепрограммы (преимущественно телеканала Arte)
- документальные фильмы совместного производства;
- собственные культурные программы.

## Художественное оформление
Автором художественного оформления телеканала изначально был Мариуш Вильчинский. 9 апреля 2010 автором оформления был назначен Пётр Млодоженец: именно он создал текущий логотип телеканала в виде чёрного прямоугольника с надписью TVP Kultura.

## Вещание
Телеканал вещает с 8 часов утра и до 2 часов ночи. Вещание доступно в 115 кабельных сетях, посредством спутника и в третьем мультиплексе наземного цифрового вещания.

## Конфликт с операторами кабельного телевидения
Рейтинг телеканала в первые месяцы вещания был откровенно низким: в среднем в минуту, по данным AGB Polska, телеканал могли смотреть порядка 812 человек (против 10 тысяч телезрителей в минуту телеканалов TVN Turbo, TVN Meteo, 63 тысяч зрителей TVN 24 и 1,2 млн зрителей TVP1. Изменить ситуацию не удавалось, что привело к массовому прекращению вещания в кабельных сетях (в том числе UCP Polska) и пригрозило закрытием телеканалу. Польское телевидение ввязалось в конфликт с кабельными операторами.
TVP потребовал немедленной выплаты неустойки за отказ от трансляции телеканала или немедленно создать бесплатный пакет, в котором находились бы только телеканалы TVP, что технически и финансово было невозможно. И только 2 декабря 2005 Польская палата электронных коммуникаций заключила соглашение по созданию свободного телеканала. К началу 2006 года зрителями TVP Kultura стали уже более 4 миллионов человек (преимущественно в сетях PIKE, UPC Polska и аналоговом пакете Basic Aster).

## Руководство
- Яцек Векслер и Ежи Капучиньский (2005—2006)
- Кшиштоф Кёллер (2006—2011)
- Катажина Яновская (2011—н. в.)

## Награды
- Hot Bird TV Awards в сентябре 2006 и 2007 годов в категории «Культура/Образование» (телеканал обошёл таких конкурентов, как Deutsche Welle и Rai Sat Nettuno). Вручается лучшему телеканалу, вещающему при помощи европейских спутников связи.
- EBUconnect в мае 2011 года в категории «Лучший проморолик комедии, реалити-шоу или развлекательной программы» за рекламу XVI Международного конкурса пианистов имени Фредерика Шопена.
- Sat Kuriera в 2012 году за лучший тематический телеканал Польши.